# Phoebe Gaa
Phoebe Gaa (* 1981 in Heidelberg) ist eine deutsche Fernsehmoderatorin und -journalistin.

## Leben und Karriere
Phoebe Gaa studierte von 1999 bis 2006 Amerikanistik, Politikwissenschaft und Jura an der Johannes Gutenberg-Universität Mainz und von 2002 bis 2003 Political Sciences sowie Chicano Studies an der San Diego State University.
Von 2000 bis 2006 war Gaa als freiberufliche Redaktionsassistentin beim ZDFdokukanal tätig. Nach verschiedenen Praktika bei JBI Localization, 3sat und CNN war sie von 2006 bis 2007 Redakteurin beim ZDFdokukanal. Anschließend war sie bis 2008 Volontärin beim ZDF-Landesstudio Hessen. Ab 2009 folgte eine Festanstellung als Reporterin beim ZDF Studio in Sachsen-Anhalt bzw. Sachsen bis 2011.
Zwischen 2011 und 2014 arbeitete Gaa als Redakteurin und Reporterin in der ZDF-Hauptredaktion „Politik und Zeitgeschehen“ sowie als Vertretung im Studio Warschau. Im Anschluss war sie bis 2017 Redakteurin im heute-journal sowie Studiovertretung in London mit Einsätzen in Brasilien, Marokko und Griechenland. Ab Juni 2017 war sie Korrespondentin im ZDF-Studio Moskau, im Januar 2019 übernahm sie die Leitung des Studios und berichtete aus der Region über Russland, Belarus, die Ukraine, Moldau, Georgien, Armenien, Aserbaidschan, Kasachstan, Kirgisistan, Tadschikistan, Turkmenistan und Usbekistan. Im September 2023 kehrte sie nach Mainz zurück und arbeitete als Redakteurin und Reporterin in der ZDF-Hauptredaktion „Aktuelles“. Seit März 2024 leitet sie die ZDF-Korrespondentenstelle in Istanbul und berichtet von dort über die Türkei, Afghanistan und den Iran.